# 佛萊迪餐館之五夜驚魂2

本次游戏的故事舞台（办公室）

《玩具熊的五夜后宫2》（又译作）是《玩具熊的五夜后宫系列》的第2作；是為史葛·戈晃（Scott Cawthon）透過遊戲平台Steam及Desura發表的獨立遊戲。遊戲類型為單人玩家以指向與點擊操作的恐怖生存遊戲，於2014年11月10日正式推出，並分別於11月13日、11月20日及12月2日推出Android版本、iOS版本及Windows Phone版本。

## 故事
玩家將會扮演一名1987年11月來到「費斯熊佛萊迪的披薩餐廳」（Freddy Fazbear's Pizza）打工的新任夜間警衞，於後段公佈名字為傑瑞米·菲茨傑拉德（Jeremy Fitzgerald）。於第一個晚上，玩家收到聲稱是現任職員的留言訊息，告知一些招聘廣告沒有列明的可怕現實：安裝了有本地罪犯資料庫面部辨識系統的6個新款人偶，以及在後台留作備用及零件儲備的4個舊款人偶，於入夜時都會在店內四處遊蕩，作出對真實人類不利的舉動。玩家必須在工作期間一直留在警衞室，防範人偶入侵，以免自己被當作沒有外皮的機械骨架，繼而活生生地被塞入金屬裝束致死。後來這名通訊者一直都有傳來新的留言訊息，輔導玩家成功渡過所有難關，得到報酬和離開現有崗位。本作最終請來了另一名玩家扮演的新任夜間警衞，但只做了一晚便因為私自篡改人偶系統和體臭而被革職，於最後公佈名字為弗里茨·史密斯（Fritz Smith）。

## 其他背景設定
本遊戲的故事原素相當隱秘，大部分為經過粉絲仔細留意、推斷和組織下才顯得相對完整，讓披薩餐廳的背景進一步顯示出來。其中部分內容為延伸和解答上集留下的線索。作者另於第4作相關消息中，指出本作故事部分已被全盤拆解。
一二代大真相
在二代文章說:「因佛萊迪家庭餐廳破產，他們決定報廢新款機器人偶且重新開幕。」但是玩家們又看到6個新式機器人偶在遊戲中。
因此推敲出二代是前傳而一代是後傳，因為一代發生事件，是在1993年而二代是發生在1987年。
餐廳構造及閉路監視器
餐廳有12組閉路監視器，分別用作觀察派對房1（1）、派對房2（2）、派對房3（3）、派對房4（4）、左通風口（5）、右通風口（6）、主要走廊（7）、部件/服務房（8）、節目舞台（9）、遊樂區（10）、獎品閣（11）與兒童海盜灣區域（12）。
與「87之咬」事件的聯繫
多項訊息均暗示本作實際上是第1作的前傳，只有少數場景在表現第1作期間或之後的事情。電話男於第四個晚上揭示餐廳原名為「費雷德熊的家庭餐廳」（Fredbear's Family Diner），而渡過難關後得到的支票上顯示本作發生時間正是1987年。
就著電話男的說法，直到第六個晚上都無法否定人偶可以在日間活動，與前作資訊存在誤差，有推測便指出「87之咬」事件是發生在電話男當時在訊息中提到，於關門前舉行的最後一個生日派對上。更積極的說法則表示2代前六晚的夜間警衛，極大可能正是事件的受害者。
與「兒童失蹤」事件的聯繫
電話男在第一個晚上表示上一任的夜間警衞已調職為日間警衞；接著於第四個晚上表示餐廳正被介入調查；然後於第五個晚上表示要關閉餐廳，特別調查前員工的行蹤，並告知玩家角色可以準備接替日間警衞的工作；再於第六個晚上表示發現金色邦尼的服裝被人偷去。
有推測認為偷去服裝的正是於入夜時假扮成人偶，引致五名兒童失蹤的人，身份很大可能是上一任警衞，更積極的說法則指向電話男，認為他一直語帶誤導。
另外有推測認為小遊戲當中的紫衣人（Purple Guy）似乎正是代表凶手的角色，其很大可能率先在過去的家庭餐廳外殺掉第一位兒童，讓那小孩变为哭泣的傀儡。之後這名傀儡又向其他五名兒童的死屍「賦予生命」，讓他們的靈魂寄宿在人偶身上，自己则躲在音樂盒。
小遊戲
本作隨機啟動的小遊戲包括「照顧孩子」、「狐狸快跑！」、「送禮物，獻生命」和「拯救他們」。全部展開的故事，均對本作七個晚上的主線和角色背景作出重要補充。
幻覺
玩家會不時看到充滿異樣的物件，其中有紫色的佛萊迪在部件室裡坐著、黑色的邦尼在警衛室內、沒有穿上金屬裝束的機械骨架在奬品閣及左邊通風口出現，有時會在警衛室桌下發現無害的氣球女孩（復活節限定）、傀儡出動後在走廊的幻影、突然移位的紙碟玩偶、以及不時閃現的玩具邦尼、佛萊迪和霍斯的無眼人偶畫面等等(死亡後出現)。原則上所有幻覺應為隨機出現，而大部分亦不會影響遊戲主體的進程，只有少數會促使遊戲系統崩潰。
目前大部分幻覺仍未肯定是玩家角色的心理狀態，抑或是其他力量引致。

## 登場角色

### 人類
杰瑞米·菲茨傑拉德（Jeremy Fitzgerald）
本作主角之一，玩家在主要遊戲擔當的警衛角色，全程並沒有顯露樣子。
名字是於渡過難關後得到的支票上面公佈，於第六個晚上以後被調職至日間工作。
弗里茨·史密夫（Fritz Smith）
本作主角之一，玩家在第七個晚上擔當的警衞角色，全程並沒有顯露樣子。
名字是於渡過難關後得到的裁員紙上面公佈，員工編號為03。
打電話來的男人（Phone Guy）
聲稱是現任警衛，以時地不明的留言訊息，給予玩家意見。

### 機器人偶
玩具佛萊迪（Toy Freddy）
新引進的熊型機器人偶。帶着配有紅線的黑色小禮帽和蝴蝶結和兩顆扭扣，手持麥克風的歌手。用上更堅固的物料作外殼，臉上有兩片紅暈。
起始點為節目舞台，由前方走廊進入。出動時眼睛和下巴部位會張大，進入警衛室時眼睛變成有光澤的黑色。
玩具邦尼（Toy Bonnie）
新引進的兔型機器人偶。帶著紅色的蝴蝶結，外表開始有女性外觀，手持一把吉他的貝斯手。有更多突出的臉部特徵，整體色彩亦較有活力。用上更堅固的物料作外殼，臉上有兩片紅暈，以及眼睫毛。
起始點為節目舞台。從右側通風管進入警衛室，接著瞳孔變小。
玩具雞卡（Toy Chica）
新引進的雞型機器人偶。胸前的圍兜印有「LET'S PARTY!」並穿著粉紅色的小短褲，左手拿著杯子蛋糕的伴唱手，用上更堅固的物料作外殼，較為幼嫩，臉上有兩片粉紅色的紅暈。
起始點為節目舞台，由左側通風管進入。出動時眼睛和喙會消失。
狐狸蔓果（Foxy The Mangle）
新引進的狐狸型機器人偶。有女性化的外觀，包括嘴脣猶如塗上口紅，腳部塗上指甲油，以及粉紅色的領結等。用上更堅固的物料作外殼，臉上有兩片紅暈。
因為平日被兒童隨意拆解拼砌，導致部位錯配，促成其有關稱呼。身軀幾乎到達完全扭曲的狀態，並有第二個機器頭，觀察她時會發出對講機的聲音，在警衛室裏面亦會發出。
起始點為兒童海盜區域，從前方走廊或右側通風口進入。有推論表示「87之咬」事件似乎與她有關。
費斯熊佛萊迪（Freddy Fazbear）
退役的熊型機器人偶，帶著黑色的小禮帽、蝴蝶結和兩顆扭扣，外觀有些微損壞。
起始點為部件/服務房，從前方走廊進入。
當新人偶在第七天晚上以後被遺棄之後，餐廳準備將之翻新再用並重新改造舊人偶，引伸至第1作的故事。
小兔邦尼（Bonnie the Bunny）
退役的兔型機器人偶，帶著紅色的蝴蝶結和黑色的兩顆扭扣，臉皮、眼球與左臂全部都被撕爛。
起始點為部件/服務房，從左側通風口進入。
當新人偶在第七天晚上以後被遺棄之後，餐廳準備將之翻新再用並重新改造舊人偶，引伸至第1作的故事。
小雞積卡（Chica the Chicken）
退役的雞型機器人偶。身上仍然有「LET'S EAT!!!」的圍兜，眼窩比眼睛大很多，並沒有眉毛和眼皮，嘴巴處於無法閉上的狀態，手掌被扯爛，呈現僵直的狀態。
起始點為部件/服務房，從右側通風口進入。
當新人偶在第七天晚上以後被遺棄之後，餐廳準備將之翻新再用並重新改造舊人偶，引伸至第1作的故事。
狐狸海盜霍斯（Foxy the Pirate Fox）
退役的狐狸型機器人偶，右眼帶著眼罩，左手有著掛勾，左眼上方、身體、腳的機械裸露較多。
起始點為部件/服務房，會頻繁出現在走廊，最後由前方走道進入。不會被面具騙倒，但討厭手電筒的閃光。
當新人偶在第七天晚上以後被遺棄之後，餐廳準備將之翻新再用並重新改造舊人偶，引伸至第1作的故事。
傀儡（The Puppet/marionette）
戴著哭泣面具，眼神空虛，身軀細長又怪異的人偶，似乎不是機器人偶。 擁有主題曲「碰！鼬鼠跑了（Pop! Goes The Weasel） 」。
玩家在獎品閣控制的音樂盒停止轉動時，便會快速前來攻擊玩家，不會被面具騙倒，且是本作唯一一個不能在第七個晚上自訂難度的敵對角色。
氣球男孩（Balloon Boy，簡稱BB）
新引進的卡通化兒童人偶，帶著彩色的帽子及衣服，用上更堅固的物料作外殼，臉上有兩片紅暈。體積最為細小。平日在遊樂區分派氣球，左手舉著牌子，右手舉著氣球模型。
起始點為遊樂區，由左側通風管進入，一旦發現，須立即戴上頭套。並不會直接傷害玩家，但會使玩家無法使用手電筒，並發出笑聲使其餘人偶前來。
黃金佛萊迪（Golden Freddy）
黃金版本的費斯熊佛萊迪，是餐廳裏的第一代機械人偶（Fredbear），帶著黑色的小禮帽、蝴蝶結和兩顆鈕扣，處於破舊不堪的狀態並缺少左耳。對他照光會引來攻擊
骨架機器人（Endoskeleton）
只有機械骨架存在的人偶，擁有一對藍色眼睛。
有一說是屬於黃金佛萊迪或彈簧邦尼的機械骨架，因為只有它沒有機械骨架（傀儡不計算在內）另外骨架的藍色眼睛和費斯熊弗雷迪的眼睛相當相似。
暫時僅在獎品閣及左邊通風口被觀測，無法得知其行動路線。
有一說它藏身於獎品閣的箱子裡，因為暫時只有在傀儡啟動後才發現它。
暗影邦尼（Shadow Bonnie）
一團黑色，推測可能是玩具邦尼［或是彈簧邦尼］（Spring Bonnie）的機器人偶，僅可見露出的白色眼睛的牙齒。
直立站住，且疑似是飄浮在半空，會突然出現在警衛室的左邊，其出現預兆是在機械房的小兔邦尼位置，出現紫色的黑影弗雷迪。
一旦他出現且沒有即時戴上佛萊迪頭套，遊戲就會彈出。
暗影佛萊迪（Shadow Freddy）
氣球女孩（JJ）
沒有攻擊性的一個玩偶，樣貌與氣球男孩非常相似，眼珠及衣服帽子皆為粉色，隨機出現在警衛室桌下，等玩家打開監控後消失。

## 迴響
遊戲於評論家方面獲得傾向正面的評價。遊戲雜誌《PC Gamer》的評論家暗利·派提特（Omri Petitte）於100分制下給予本作80分。其指出續集蘊含更多鬥智元素和不確定性，但認為人偶的攻擊方式沒有多少新意。其同時覺得開發者局限了本作朝向詭計和微妙內容的方向發展，在闡述超自然謎團和恐怖事件方面則只能以粗暴來形容，表現未如理想。其最後表示仍然享受遊戲形式和角色形象承傳下來的優點，但認為中間付出了難度過高的代價。

## 外部連結
- 遊戲開發者資訊網站 （页面存档备份，存于）
- Five Nights at Freddy's 2 （页面存档备份，存于） 在 Steam
- Five Nights at Freddy's 2 （页面存档备份，存于） 在 Steam 綠燈服務
- Five Nights at Freddy's 2 （页面存档备份，存于） 在 IndieDB
- Five Nights at Freddy's 2在 Desura
- Five Nights at Freddy's 2 （页面存档备份，存于） 在 App Store
- Five Nights at Freddy's 2 （页面存档备份，存于） 在 Google Play
- Five Nights at Freddy's 2 （页面存档备份，存于） 在 Windows Phone